# جيريمياه بويل
جيريمياه بويل (بالإنجليزية: Jeremiah Boyle)‏ هو ضابط ومحامي أمريكي، ولد في 22 مايو 1818 في مقاطعة بويل في الولايات المتحدة، وتوفي في 28 يوليو 1871 في لويفيل في الولايات المتحدة.